# Brevet de technicien supérieur - Opticien-lunetier
 (juillet 2012).
Si vous disposez d'ouvrages ou d'articles de référence ou si vous connaissez des sites web de qualité traitant du thème abordé ici, merci de compléter l'article en donnant les références utiles à sa vérifiabilité et en les liant à la section « Notes et références ».
Le Brevet de technicien supérieur  opticien-lunetier ou BTS OL est un diplôme national nécessaire pour créer ou gérer un ou plusieurs magasins d’optique. L’opticien-lunetier est un professionnel de la santé visuelle. Il fabrique et vend lunettes et lentilles, ainsi que les divers équipements qui compensent les défauts visuels. La profession est régie par l’article L4362 du Code de la santé publique.
Le Décret no 2007-553 du 13 avril 2007 permet à l’opticien diplômé, sous certaines conditions, d'effectuer un examen de vue et, si besoin, de modifier l'ordonnance médicale de l’ophtalmologiste, si le défaut visuel a évolué. L'opticien a alors le devoir d'informer le médecin de l'évolution du défaut visuel de son patient.
La préparation au BTS opticien-lunetier est dispensée dans des établissements publics, privés hors contrat ou privés sous contrat.

## Bac
Jusqu'en 2012, la majorité des étudiants inscrits au BTS opticien-lunetier étaient issus d'un BAC S ou STI. Depuis la réforme du BEP opticien-lunetier qui s'est transformé en BAC pro Optique, l'accès au BTS opticien-lunetier a été ouvert à tous les étudiants quelle que soit leur filière. Toutes les écoles publiques ont l'obligation d'avoir un quota minimum de BAC pro Optique par classe. 
Certaines écoles privées très sélectives continuent de n’accepter que des étudiants issus d'un BAC S. Afin de soigner leurs statistiques, elles proposent aux étudiants de BAC pro Optique et autres sections, une classe préparatoire avant d'intégrer la classe de 1re année.

## Formation

### Le cursus classique
Le BTS OL se prépare en deux ans.
Elle peut se faire par le biais d'une formation initiale (sur 5 jours) avec un stage de 6 semaines en fin de 1re année, ou en alternance dans un magasin d'optique. Les matières et les coefficients sont les suivants:
| Matière                               | Coefficient | Écrit / Oral            |
| ------------------------------------- | ----------- | ----------------------- |
| Analyse de la Vision                  | 6           | Matière Écrite          |
| Gestion, Droit, Marketing             | 5           | Matière Écrite          |
| Optique Géométrique                   | 3           | Matière Écrite          |
| Étude technique des systèmes optiques | 3           | Matière Écrite          |
| Mathématiques                         | 2           | Matière Écrite          |
| Français                              | 2           | Matière Écrite          |
| Anglais                               | 2           | Matière Écrite et orale |
| Prise de Mesure                       | 2           | Matière orale           |
| Optométrie                            | 2           | Matière orale           |
| Contrôle d'équipement                 | 2           | Matière orale           |
| Atelier                               | 2           | Matière orale           |
| Rapport de stage                      | 2           | Matière orale           |

### La VAE
Le BTS OL peut s'obtenir par le biais de la VAE (validation des acquis en expérience).
Ce cursus est destiné aux opticiens non diplômés qui exercent leur métier depuis plus de 3 ans. Il leur faut constituer un dossier composé de 2 livrets :
- le livret No 1, constitué de tous les diplômes obtenus par l'étudiant (BAC, Brevet, BEP, etc.) et du relevé de notes de tous les examens passés (même en cas d'échec) ;
- le livret No 2, sorte de journal de bord de l'expérience du candidat en tant qu'opticien non diplômé depuis le début de sa vie active.

Une fois ces deux livrets constitués, l'opticien non diplômé doit l'envoyer à son académie qui fixera une date d'entretien individuel. Il sera alors amené à parler de son expérience et sera interrogé sur les différentes matières du BTS OL. Le jury pourra décider d'accorder la totalité du diplôme au candidat, ou seulement une partie. Dans le cas où une partie du diplôme est accordée, le candidat devra passer par la case examen et passer les matières non validées. Si le candidat obtient la moyenne dans toutes les matières qu'il devait re-passer, alors l'intégralité du diplôme lui est accordée, et il devient opticien diplômé au même titre que les diplômé du cursus classique. Dans le cas contraire, il devra effectuer un deuxième passage devant un jury. Il est courant que les étudiants qui ont suivi une formation entre le premier passage et le deuxième passage obtiennent le diplôme.

## Entrée dans la vie active
Les titulaires du BTS opticien-lunetier peuvent travailler dans un magasin d'optique, chez un verrier ou un fabricant de montures et, avec une spécialisation en examen de vue et pathologie, pour un cabinet d'ophtalmologiste. Ils sont recherchés par les recruteurs de l’optique, car cette activité est portée par de puissants facteurs macro économiques :
- Le vieillissement de la population,
- La montée en puissance de la lunette comme accessoire de mode[réf. nécessaire],
- L’utilisation des consoles de jeux et tablettes[réf. nécessaire].

Le salaire de base à l'entrée de la vie active est en général proche du SMIC dans les grandes villes, avec cependant une possibilité d'évolution rapide. Le titulaire du BTS a la possibilité de s’installer à son compte. Les diplômés désireux de s'installer à leur compte le font après plusieurs années d'expérience en tant qu'opticien salarié.

## Études post BTS
65% des diplômés du BTS O.L poursuivent leurs études. La licence professionnelle est la voix royale pour la poursuite d'études. Elle peut se faire en alternance ou en initiale, avec un bloc de compétences fondamentales en réfraction et contactologie.

Dans l'optique :
- Licence d'optique professionnelle (bac + 3 universitaire),
- Licence professionnelle d’optique professionnelle, parcours management et ventes en optique lunetterie,
- Diplôme européen d'optométrie,
- d'optométrie, de contactologie, de basse vision...,
- CQP Technique (Contrat de Qualification Professionnel - bac + 3) : spécialité optométrie et contactologie, certificat reconnu par des syndicats et certaines enseignes de l'optique[6]
- CQP Commerce: spécialité marketing et management, certificat reconnu par des syndicats et certaines enseignes de l'optique[7],
- Certification de responsable en réfraction et équipements optiques (Niveau II - bac + 3),
- Bachelor de manager en optique (bac + 3).
- Bachelor de Lunetier Créateur (bac + 3)
- MBA Stratégies Commerciales et Marketing en Optique (bac + 5)

Diversification :
- écoles de commerce,
- écoles d'ingénieurs,
- écoles de design,
- écoles d'audioprothésistes (durée 3 ans),
- écoles d'orthoptie (durée 3 ans).

## Écoles
| PUBLIQUE                     | PRIVÉE SOUS CONTRAT                         | PRIVÉE HORS CONTRAT                    |
| ---------------------------- | ------------------------------------------- | -------------------------------------- |
| Lycée Fresnel                | Ltp Saint André Ottange                     | Institut supérieur d'optique (ISO)     |
| Lycée Victor Bérard de Morez | Institut et centre d'optométrie (ICO)       | Opticours                              |
| Lycée Marie Curie de Vire    | ORT                                         | Progress optique                       |
|                              | Lycée Saint Luc de Cambrai                  | AEPO                                   |
|                              | École supérieure des métiers Toulouse-Muret | École d'optique et lunetterie de Lille |
|                              | Lycée Sacré-Cœur Yssingeaux (43200)         | CFBT                                   |

## Formations analogues à l'étranger

### Au Québec
Le BTS Opticien lunetier peut s'apparenter au diplôme d'études collégiales (DÉC) en Techniques d'orthèses visuelles qui est obtenu au terme de 3 années d'études postsecondaires techniques. 
La formation française fait d'ailleurs partie d'un arrangement de reconnaissance mutuelle (ARM) facilitant ainsi l'accès des détenteurs du titre français à l'Ordre des opticiens d'ordonnances du Québec, collège professionnel régissant la profession et son exercice légal dans la province.